# خوان بابلو فيلالوبوس
خوان بابلو فيلالوبوس (بالإسبانية: Juan Pablo Villalobos)‏ هو مؤلف وشخصية أعمال وكاتب مكسيكي، ولد في 1973 في غوادالاخارا في المكسيك.